# 華世京
華世 京（かせ きょう、7月5日 - ）は、宝塚歌劇団雪組に所属する男役スター。
東京都世田谷区、日本女子大学附属高等学校出身。身長171cm。愛称は「かせきょー」、「かな」。

## 来歴
2018年、宝塚音楽学校入学。
2020年、音楽学校卒業後、宝塚歌劇団に106期生として首席入団。月組公演「WELCOME TO TAKARAZUKA／ピガール狂騒曲」で初舞台。その後、雪組に配属。
華やかな容姿と舞台度胸で早くから注目を集め、2021年の阪急阪神初詣ポスターモデルに起用された。
2022年、朝月希和退団公演となる「蒼穹の昴」で、新人公演初主演。入団3年目での抜擢となった。
2024年の「ボイルド・ドイル・オンザ・トイル・トレイル」で2度目の新人公演主演。
2025年8月の「ステップ・バイ・ミー」で、バウホール公演の初主演が発表された。

## 主な舞台

### 初舞台
- 2020年9 - 11月、月組『WELCOME TO TAKARAZUKA-雪と月と花と-』『ピガール狂騒曲』（宝塚大劇場のみ）

### 雪組時代
- 2021年1 - 4月、『fff-フォルティッシッシモ-』『シルクロード〜盗賊と宝石〜』[注釈 2]
- 2021年5 - 6月、『ほんものの魔法使』（バウホール・KAAT神奈川芸術劇場） - ニニアン[4]
- 2021年8 - 11月、『CITY HUNTER』 - 新人公演：小林豊（本役：彩海せら）『Fire Fever!』
- 2022年3 - 6月、『夢介千両みやげ』 - 走助、新人公演：伊勢屋総太郎（本役：朝美絢）『Sensational!』[3]
- 2022年7 - 8月、『ODYSSEY（オデッセイ）-The Age of Discovery-』（梅田芸術劇場）
- 2022年10 - 12月、『蒼穹の昴』 - 劉光第、新人公演：梁文秀（本役：彩風咲奈） 新人公演初主演[4][3]
- 2023年2 - 3月、『BONNIE & CLYDE』（御園座） - ハリー
- 2023年4 - 7月、『Lilac（ライラック）の夢路』 - ヨーゼフ、新人公演：フランツ（本役：朝美絢）『ジュエル・ド・パリ!!』
- 2023年8 - 9月、『愛するには短すぎる』 - フランク・ペンドルトン『ジュエル・ド・パリ!!』（全国ツアー）[9]
- 2023年12月、『ボイルド・ドイル・オンザ・トイル・トレイル』 - アーサー・バルフォア『FROZEN HOLIDAY（フローズン・ホリデイ）』（宝塚大劇場） エトワール[注釈 1]
- 2024年1 - 2月、『ボイルド・ドイル・オンザ・トイル・トレイル』 - アーサー・バルフォア、新人公演：アーサー・コナン・ドイル（本役：彩風咲奈）『FROZEN HOLIDAY（フローズン・ホリデイ）』（東京宝塚劇場） 新人公演主演[7]
- 2024年4 - 5月、『ALL BY MYSELF』（相模女子大学グリーンホール・NHK大阪ホール）
- 2024年7 - 10月、『ベルサイユのばら-フェルゼン編-』 - ベルナール・シャトレ、新人公演：アンドレ・グランディエ（本役：縣千）
- 2024年12 - 2025年1月、『FORMOSA!!（フォルモサ）』（ドラマシティ・KAAT神奈川芸術劇場） - ウィリアム・イネス
- 2025年3 - 6月、『ROBIN THE HERO』 - デイビット・ローズ、新人公演：カーク・フォレスト（本役：諏訪さき）『オーヴァチュア!』
- 2025年8月、『ステップ・バイ・ミー』（バウホール） - ユージーン・エバンス バウ初主演[8]
- 2025年11 - 2026年2月、『ボー・ブランメル〜美しすぎた男〜／Prayer〜祈り〜』

## 出演イベント
- 2024年8月、彩風咲奈ディナーショー『LAST MISSION』

## 広告
- 2021年、『阪急阪神』初詣ポスターモデル[5][6]

## 受賞歴
- 2023年、『阪急すみれ会パンジー賞』 - 新人賞[10]
- 2024年、『宝塚歌劇団年度賞』 - 2023年度新人賞[11]